# Saarijärvi (sjö i Kuusamo, Norra Österbotten)
Saarijärvi är en sjö i kommunen Kuusamo i landskapet Norra Österbotten i Finland. Arean är 38 hektar och strandlinjen är 3,83 kilometer lång. Sjön  ingår i Koundaälvens huvudavrinningsområde.   Den ligger omkring 230 kilometer nordöst om Uleåborg och omkring 710 kilometer norr om Helsingfors. 